# 圣艾蒂安德蒂尔蒙
圣艾蒂安德蒂尔蒙（法語：Saint-Étienne-de-Tulmont，法語發音：[sɛ̃.t‿etjɛn də tylmɔ̃]）是法国奧克西塔尼大區塔恩-加龙省的一个市镇，属于蒙托邦区。

## 地理
圣艾蒂安德蒂尔蒙（44°2'52"N, 1°27'43"E）面积21.14 平方千米，位于法国奧克西塔尼大區塔恩-加龙省，该省份为法国西南部内陆省份，北起顺时针与洛特省、阿韦龙省、塔恩省、上加龙省、热尔省和洛特-加龙省接壤。
与圣艾蒂安德蒂尔蒙接壤的市镇（或旧市镇、城区）包括：阿尔比亚斯、热内布里耶尔、莱奥雅克、蒙托邦、内格勒珀利斯、瓦伊萨克。

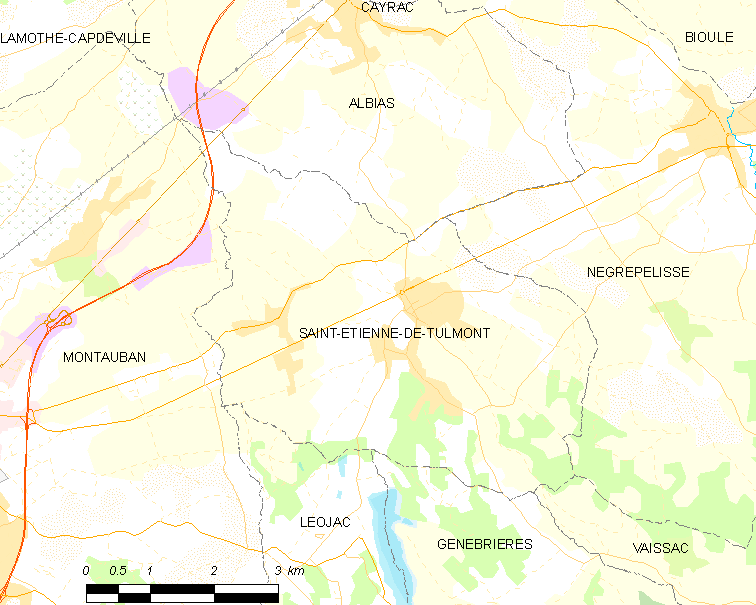
圣艾蒂安德蒂尔蒙的OSM定位图

圣艾蒂安德蒂尔蒙的时区为UTC+01:00、UTC+02:00（夏令时）。

## 行政
圣艾蒂安德蒂尔蒙的邮政编码为82410，INSEE市镇编码为82161。

## 政治
圣艾蒂安德蒂尔蒙所属的省级选区为阿韦龙-莱尔县。

## 人口

1962-2008年间圣艾蒂安德蒂尔蒙人口变化图示

圣艾蒂安德蒂尔蒙于2022年1月1日时的人口数量为4050人。